# Persius
Persius, celým jménem Persius Flaccus Aulus (4. prosince 34 Volterra – 24. prosince 62) byl starořímský básník a satirik. Ve svých dílech psaných z pozic stoické filozofie tepal etické a stylistické neřády své doby. Jeho práce si uchovaly oblibu do středověku.

## Život
Byl etruského původu. Ve dvanácti přišel do Říma, kde získal dobré vzdělání. Gramatiku ho učil Remmius Palaemon, rétoriku Verginius Flavus, filozofii stoik Lucius Annaeus Cornutus. Ke stoické filozofii ho vedl i Publius Clodius Thrasea Paetus, jehož žena Arria byla Persiovou příbuznou. Byl ve styku i se Senecou, ale neporozuměli si.
Po raných pokusech s tvorbou tragédií se začal věnovat skládání satir, inspirován hlavně Luciliem a Horatiem. Po jeho brzké smrti jeho přátelé nalezli šest takových satirických skladeb. Cornutus je upravil a básník Caesius Bassus vydal. V těchto satirách z pozice stoického mravokárce tepe mravní pokleslosti své doby.
Český filolog Robert Novák v hesle Ottova slovníku naučného z roku 1902 soudil Persiovo dílo značně příkře: „Persius psal satiry své jen zvolna a s vědomím, že vlastním básníkem ani není. Jeho mluva jest strojená, temná a tím velmi nesnadná. Nic méně kusy Persiovy došly veliké přízně, jakmile byly uveřejněny. Čítány byly horlivě po celý starověk a přízeň ta přešla i ve středověk, jenž vysoce si Persia vážil pro éthické myšlenky básní jeho. Zcela jinak a spravedlivěji o satirách těchto soudí se v nové době: ani formou ani obsahem se nezamlouvají. Neníť tu pravé poesie, a poučení, jež tu mladý básník světu dává o ctnosti a neřesti, není jeho majetkem, nevyplynulo z jeho zkušenosti, nýbrž jsou to myšlenky vážené z knih, hlavně filosofických,“ píše Ottův slovník naučný.